# Монеты Российской империи для заграничных платежей

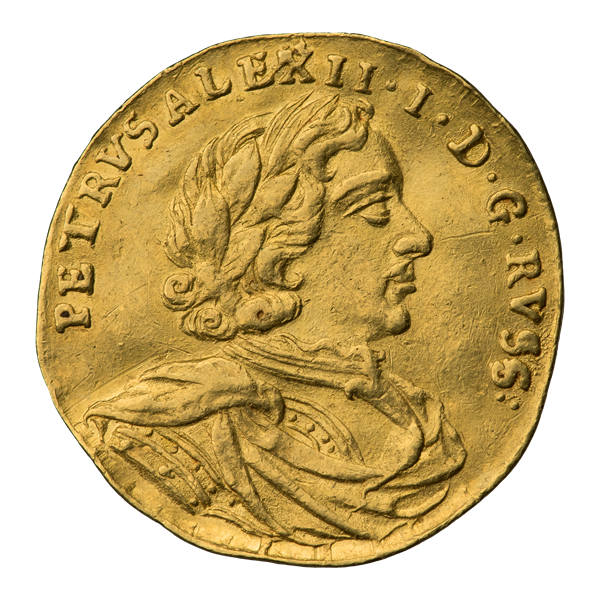
Червонец Петра I
Единственный тип российской золотой монеты с латинской надписью;
монета для заграничных платежей
Из коллекции Музея Международного нумизматического клуба

Монеты Российской империи для заграничных платежей — золотые (как универсальное средство платежа), серебряные и реже медные (локального применения) монеты, чеканившийся со времени правления Петра I для проведения зарубежных денежных операций, в том числе для территорий, не входивших официально в состав Российской империи (на момент выпуска этих монет).
Государства закономерно стремятся к развитию своей заграничной торговли. Для русских торговых людей она носила активный характер. К рубежу XIV—XV веков заграничные платежи в истории российского государства опирались на русскую денежную систему. Такая торговая политика, покровительствующая национальному купечеству, укрепила экономику страны. До XIX века в России существовали различные монеты как для использования за рубежом, так и для внутреннего обращения, при этом внутри страны иноземные монеты принимались как товар-сырьё для переработки в отечественные монеты.

## Предыстория
С конца X века из-за дефицита восточного серебра начался импорт западноевропейского динария (в основном из Германии и Англии). После замедления импорта монет на Руси исследователи отмечают так называемый «безмонетный период» (XII, XIII вв. и часть XIV в.), в течение которого эквивалентом денег могли выступать меха, шиферные пряслица, бусы и др. При этом серебро из Европы продолжало поступать в виде слитков, которые переливались, как правило, новгородцами, в стандартные платёжные «гривны серебра» в виде брусков с близким к треугольному сечению весом около 200 грамм. В 1420 году в Новгороде началась собственная чеканка серебряных монет из сырья, поставляемого ганзейскими купцами. Русские монеты X—XI вв. ходили на территории Восточной Европы, в Прибалтике, в Швеции и Германии.

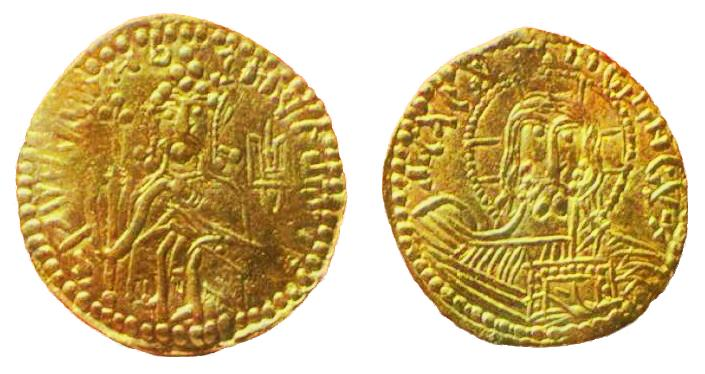
Златник Владимира
Из коллекции Эрмитажа

Золото использовали в основном для драгоценных изделий, и оно реже выступало в роли платежного средства. На создание древнейших русских золотых и серебряных монет периода расцвета древнерусского государства оказали влияние золотые византийские монеты — номизма (солид) X—XI вв. Золотая монета князя Владимира I (с характерными портретными чертами великого князя, с надписью «Владимир, а се его злато»), известная как «злато» или, как называли её позднейшие исследователи, златник (из привозного металла) появилась в 980-е годы. Её вес, как и вес златника византийского солида (4—4,4 г. ) стал русской единицей веса золотник (4,266 г). Отдельные древнерусские монеты находят в кладах на территории Скандинавии, Прибалтики, Польши, Германии. Наличие большого количество кладов монет свидетельствует о богатстве Древней Руси и её интенсивному товарному обороту с далекими странами, которые также доставляли стране в виде монеты драгоценный металл из рудников Азии и Европы. Новгородские (и псковские) монеты с 1420-х годов получили широкое распространение и отличались постоянством веса и высокой пробой, став своеобразной валютой в княжествах Северо-восточной Руси. Для международной торговли эти новгородские монеты не случайно имели сходство с венецианским золотым дукатом: Венецианская республика стала первой среди европейских стран, которая наладила регулярные дипломатические и торговые отношения с Московским государством.

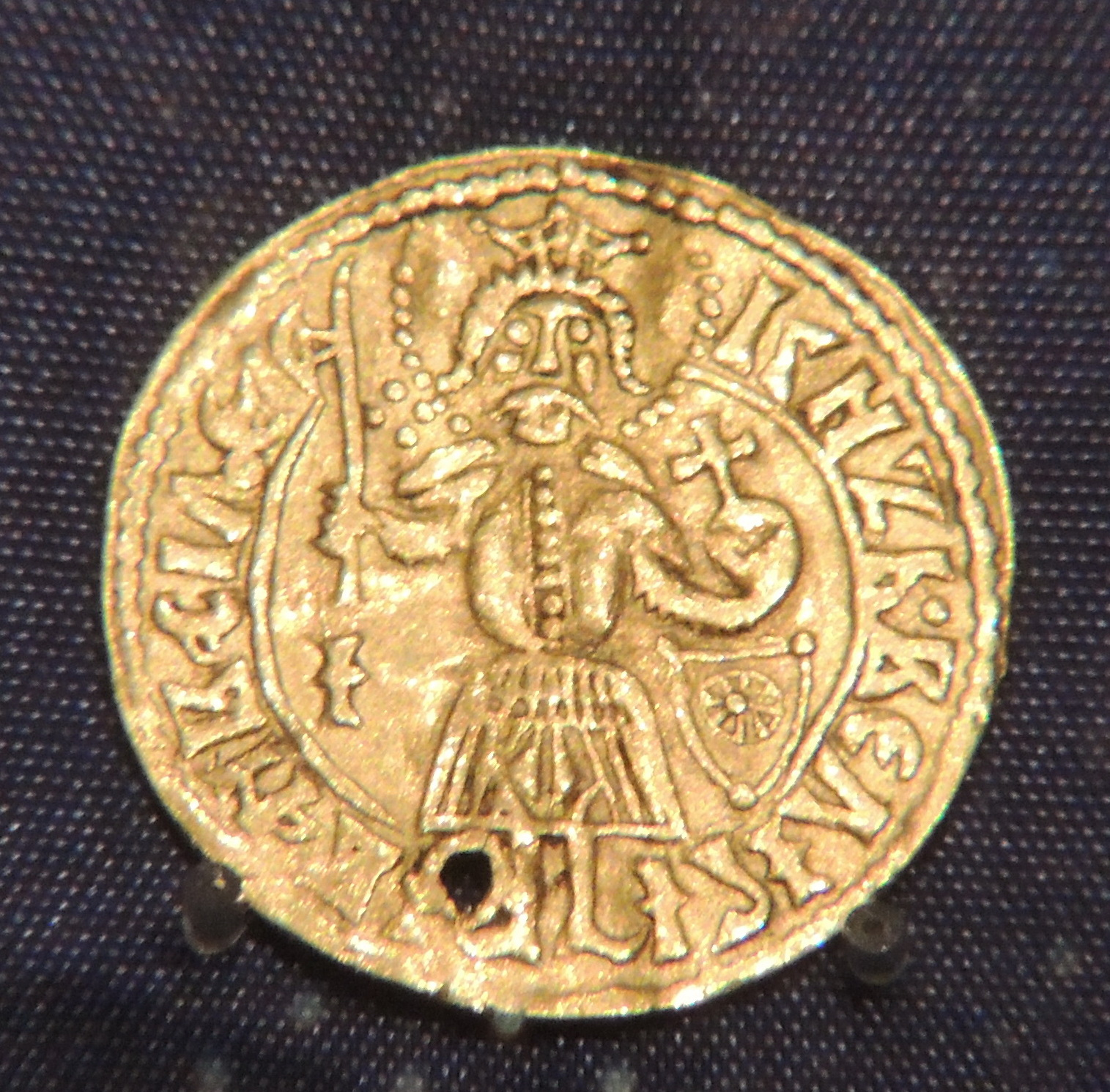
Угорский дукат Ивана III, 1477—1478
Из коллекции Эрмитажа

В XV веке заметное положение в поставке золотых монет в Россию занимает Венгрия. Это привело к тому, что вскоре слово «угорский» стало русским, которым стали называть любую золотую монету веса дуката (3,4 г.), даже если она чеканилась в Москве. Известны замечательные по красоте и технике золотые «угорский» (дукат) XV века, чеканки Ивана III и его сына-соправителя Ивана Ивановича (который повторяет тип венгерской монеты, но с русскими надписями) и «корабельник» весом около 7,5 г. (повторяет оформление английской золотой монеты нобль, но с русскими подписями). Выпуск золотых монет отражал растущее могущество государства, ознаменовал завершение процесса объединения земель русских и выход на новый уровень дипломатических миссий (в Италии и других странах). В XV—XVI вв. золотые монеты (наградные «червонцы», как и древнерусские золотые слитки) служили для княжеских и царских пожалований (имели статус наградных знаков в дипломатических сношениях) и награждений ратных людей, подобно современным наградным медалям. Например, золотым Ивана IV весом в 5 или 10 угорских (с двуглавым орлом и круговой надписью с именем и титулом царя) награждались высшие должностные лица. Существовали знаки от одного, в половину, две третьих и четверть угорского, размером в золотую деньгу и копейку. Массовые награждения войска производились позолоченными серебряными денгами и копейками. При торговых расчётах законной монетой для иностранных купцов стала серебряная копейка царя Алексея Михайловича.
В Западноевропейской денежной системе XVII века золотые и высокопробные серебряные монеты крупного номинала служили средством международных платежей: талеры, ригсдалеры, таллеро, талары, экю из Франции, песо из Испании, крона из Англии. В этот период Россия активно участвовала в системе международных и политических отношений, проводила денежные реформы, западноевропейский талер (28—29 г) стал использоваться в качестве заготовки для чеканки рублей. Зависимость России от поставок благородных металлов сохранялась. Золото являлось мерой стоимости с определённым соотношением «рацио» (золотой стандарт), как правило, 1:10 к серебру.
В мае 1610 года вышел Указ о введение в денежное обращение «новгородки и московки золотой», то есть золотой копейки (=гривне или 10 копейкам серебром, вес 4 почки или 0,68 грамма) и денги (= 10 денгам или 5 копейкам серебром, вес 2 почки или 0,34 грамма), а также золотые венгерские монеты из запасов казны (=50 копеек серебром), которыми также расплачивались с иноземцами. Совершенствовалась система перерасчёта новгородок и московок в европейские монеты для западной торговли, например, австрийский посол Сигизмунд Герберштейн отмечал равенство рижского рубля в первой четверти XVI века серебряным 200 новгородок или 400 московок.
В 1701 году были отчеканены золотой червонец Петра I, которые в Европе назвали новыми русскими дукатами (без обозначения цены, соответствовавший стандарту золотого дуката в 3,4 г), затем золотой двухрублевик весом около 4 г (близкий к золотнику 1/96 фунта). Петровские золотые монеты утратили наградное значение, так как впервые в Европе Петром I был налажен выпуск специальных наградных золотых и серебряных медалей для армии, для поощрения «инородцев» и привлечения их на службу (с двойными надписями на русском и «туземном» языках). Русский рубль был приведён к весовой норме международной торговой монеты, что позволило ввести его в круг европейских монетных систем на равных правах как полноценный «талер». Специально для платежей в Польше чеканились особые монеты — серебряные «тинфы» с русской надписью. Исследователи предполагают клеймение (грубая надчеканка клеймом в виде двуглавого орла) персидских фулюсов XVIII в. (размером с пятак) русским военным командованием во время Низового (персидского) похода 1722—1723 гг.
Русская десятичная денежная система, введённая первой в Европе и в Америке реформой Петра I в 1704 году, значительно облегчила денежный счёт. Датский путешественник и математик Петер ван Хавен высказал убеждение, что другие страны последуют образцу России и что «десятичному принципу должны быть подчинены вообще все меры — длины, веса, объема и так далее». С конца XVIII века новая система постепенно стала вытеснять двенадцатикратную форму отношений. В 1870-х годах в Европе почти все государства (в Великобритании и Ирландии сохранилась додесятичная монетная система) обновили своё денежное хозяйство.
Основной западноевропейской денежной единицей выступал талер, в разных странах именовавшийся гульденгрошен, дальдер, ригсдалер, таллеро, талар, доллар и другие. Золотые монеты, поступавшие с Запада, не только переделывались в русскую монету, но и нередко сохранялись для заграничных платежей. Для червонцев и двухрублевиков также использовалось золото, которое поступало через Сибирский приказ из Китая.

## Иностранные золотые монеты русских монетных дворов
Для заграничных платежей с 1735 года на протяжении более века велась тайная чеканка иностранной золотой монеты — голландского червонца, который ни в чём не уступал подлинному. В Средней Азии, на Кавказе, в Царстве Польском этой «известной монетой» выплачивалось жалованье войскам и проводились платежи с дипломатическими целями. В 1868 году, после протеста голландского правительства, чеканка этой монеты была прекращена, а в следующем году возобновился выпуск трёхрублевика.
| Золотые монеты Екатерины II         |                            |             |                | |               |           |
| Номинальная стоимость               | Изображение                | Изображение | Год(ы) чеканки | Описание | Монетный двор | Источники |
| Номинальная стоимость               | Аверс                      | Реверс      | Год(ы) чеканки | Описание | Монетный двор | Источники |
| Червонец (без обозначения номинала) | Музей МНК, инв. № INC-1556 |             | 1768—1793      | Спецвыпуск Имитация голландского дуката Аверс: Фигура идущего рыцаря в доспехах, вправо; в правой руке меч, в левой — пучок стрел, разделяет дату: 17—69. Круговая надпись: CONCORDIA RES PAR∙ CRES: TRA∙ (СОГЛАСИЕ ДЕЛАЕТ МАЛОЕ ВЕЛИКИМ. УТРЕХТ. Слева от головы рыцаря — герб Утрехта. Реверс: В квадратной рамке с растительным картушем надпись в пять строк: MO:ORD:\| PROVIN:\| FOEDER:\| BELG∙AD \| LEG∙ IMP ∙ (МОНЕТА ПРАВИТЕЛЬСТВА КОНФЕДЕРАЦИИ ПРОВИНЦИЙ БЕЛЬГИИ ПО ЗАКОНУ ИМПЕРИИ) Гурт шнуровидный Тираж: 333 737 шт. Вес: 3,46 г Диаметр: 21,5 мм | СПБ           | [ 18 ]    |

## Русские монеты других монетных дворов
Монеты, упоминаемые в этом разделе, специалисты относят к особым монетным сериям, часть монет, по мнению В. В. Узденикова, в некоторых случаях, могли служить средством для заграничных платежей.
По соглашению с русским правительством, с 1619 г. в денежное обращение поступили «денненги», чеканившиеся по образцу и подобию русских серебряных копеек датским королём Христианом IV в Копенгагене и Глюкштадте. В таких русско-датских копейках исследователи видят типичные «токены» — монеты торговых компаний, выполненные по образцу монеты тех стран, с которыми они ведут торговлю. У копенгагенских купцов такой корпорацией выступала Печёрская торговая компания (в число его членов входил король и монетный мастер Иоганн Пост, автор одной из серий русско-датских монет). Это нарушение монопольного права государства на чеканку стало возможным благодаря союзу Дании и России, при этом в обращении ходили заморские фальшивые «воровские» деньги (подделать монеты было легко из-за примитивной техники изготовления, быстрого истирания, мелкого размера, скудной информации и др.), которые были замечены русским правительством ещё в 1618 году. После ряда выраженных Москвой протестов посольствам в 1620 году вышел указ не принимать у иноземных купцов привозные деньги «московского чекана».
В период создания Прусской провинции Российской империи, Кёнигсбергский монетный двор (монеты 1761 г. чеканились и в Москве) чеканил монеты Губернаторства Пруссия с 1758 года. В 1759 году были выпущены серебряные монеты в номиналах, соответствующих прусской монетной системе: 18, 6, 3, 2, 1 грошей и 1 солид, а в 1761 году выпустили и более крупную монету 1/3 и 1/6 талера. На монетах Елизавета Петровна в титуле императрицы (буквы D. G. означают «Божьей милостью»). Эти российские монеты, отличающиеся повышенным содержанием серебра, пользовались в Пруссии особым спросом. На реверсе помещался одноглавый орёл с прусского герба или двуглавый орёл — с российского.
| Губернаторство Пруссия   |                                        |             |                | |                              |           |
| Номинальная стоимость    | Изображение                            | Изображение | Год(ы) чеканки | Описание | Монетный двор                | Источники |
| Номинальная стоимость    | Аверс                                  | Реверс      | Год(ы) чеканки | Описание | Монетный двор                | Источники |
| 1/3 талера (гульден)     | ООО «Монеты и Медали» (аукционный дом) |             | 1761           | Монета для платежей на территории Пруссии Аверс: «ELISAB:I:D:G:IMP:TOT:RUSS»: на монете Елизавета Петровна, в титуле императрицы есть буквы D. G., то есть «Божьей милостью» Реверс: об. ст.: орел меньшего размера (одноглавый орёл с прусского герба) Гурт: узор Тираж: … Проба: Серебро Вес: 7,72 г. Диаметр:                                                               | Московский монетный двор     | и др.     |
| 1/6 талера (полгульдена) | ООО «Монеты и Медали» (аукционный дом) |             | 1761           | Монета для платежей на территории Пруссии Аверс: лиц. ст.: на плече два локона. Об. ст.: орел больше, скипетр длиннее, под орлом и датой черта. «ELISAB:I:D:G:IMP:TOT:RUSS»: на монете Елизавета Петровна, в титуле императрицы есть буквы D. G., то есть «Божьей милостью» Реверс: Одноглавый орёл с прусского герба Гурт: шнур Тираж: … Проба: Серебро Вес: 4,20 г. Диаметр: | Московский монетный двор     | и др.     |
| 18 грошей                | ООО «Монеты и Медали» (аукционный дом) |             | 1759           | Монета для платежей на территории Пруссии Аверс: лиц. ст.: «ELISAB.I D.G.IMP.TOT.RUSS»: на монете Елизавета Петровна, в титуле императрицы есть буквы D. G., то есть «Божьей милостью» Реверс: об. ст.: «…PRUSSIAE:» Гурт: шнур Тираж: … Проба: Серебро Вес: 5,92 г. Диаметр:                                                                                                  | Кёнигсбергский монетный двор | и др.     |
| 6 грошей                 | ООО «Монеты и Медали» (аукционный дом) |             | 1761           | Монета для платежей на территории Пруссии Аверс: лиц. ст.: три локона на плече, «ELISAB:I:D:G:IMP:TOT:RUSS»: на монете Елизавета Петровна, в титуле императрицы есть буквы D. G., то есть «Божьей милостью» Реверс: «MONETA•REGNI•PRUSS». Одноглавый орёл с прусского герба Гурт: гладкий Тираж: … Проба: Серебро Вес: 2,65 г. Диаметр:                                        | Московский монетный двор     | и др.     |
| 3 грошa                  | ООО «Монеты и Медали» (аукционный дом) |             | 1759           | Монета для платежей на территории Пруссии Аверс: лиц. ст.: «ELISAB:I:D:G:IMP:TOT:RUSS»: на монете Елизавета Петровна, в титуле императрицы есть буквы D. G., то есть «Божьей милостью» Реверс: «MONETA:REGNI:PRUSS:». Одноглавый орёл с прусского герба Гурт: гладкий Тираж: … Проба: Серебро Вес: 1,48 г. Диаметр:                                                            | Кёнигсбергский монетный двор | и др.     |
| 2 грошa                  | ООО «Монеты и Медали» (аукционный дом) |             | 1761           | Монета для платежей на территории Пруссии Аверс: Двуглавый орёл Реверс: об. ст.: цифры номинала «II» меньше Гурт: гладкий Тираж: … Проба: Серебро Вес: 1,41 г. Диаметр: | Московский монетный двор     | и др.     |
| 1 грош                   | ООО «Монеты и Медали» (аукционный дом) |             | 1761           | Монета для платежей на территории Пруссии Аверс: Двуглавый орёл Реверс: об. ст.: без точки после «…REGNI» Гурт: гладкий Тираж: … Проба: Серебро Вес: 0,83 г. Диаметр: | Московский монетный двор     | и др.     |
| 1 солид (шиллинг)        | ООО «Монеты и Медали» (аукционный дом) |             | 1761           | Монета для платежей на территории Пруссии Аверс: вензель Елизаветы Петровны Реверс: SOLID REGNI PRUSS 1761 Гурт: гладкий Тираж: … Проба: Серебро Вес: 0,51 г. Диаметр: | Московский монетный двор     | и др.     |

Особая медная монета для Молдавии и Валахии чеканилась во время русско-турецкой войны русской дунайской армией на территории Молдавии из трофейных турецких орудий. Выпускались монеты местного денежного счёта в 1 пара = 3 денги в 2 пара = 3 копейки (40 пара составляли 1 турецкий лев).
В Швеции c начала Русско-шведской войны, монетный двор в Авеста чеканил русские пятаки (1764, 1778 и 1787 гг. и знаком Е М — Екатеринбургский монетный двор) для нужд находившейся в Финляндии своей армии. Монеты распознавались только по изображению короны — она была королевской, а не русской императорской.
Во Франции был изготовлен знаменитый поддельный «константиновский рубль», известный как «рубль Трубецкого».
В XIX веке золотую монету особого вида чеканили монетные дворы в Варшаве (Польша) и в Гельсингфорсе (Финляндия).

## Монеты для заграничных платежей
В ходе Северной войны 1700-1721 годов русские корпуса осуществляли союзническую помощь Речи Посполитой и Саксонии на польских территориях против Швеции. В 1707-1709 годы специально для обеспечения их расходов на чужой земле (польско-литовские области) была осуществлена чеканка монет по польскому образцу, но с портретом царя Петра I и изображением двуглавого орла. Эти монеты изготавливались из серебра и носили название «тинфы» или «тымфы»
В XVIII в. русская золотая монета входит в широкое обращение. С 1762 года их чеканка сосредоточилась в Петербурге. В 1798 году начался выпуск необычной русской монеты «ефимка» Павла I как попытка выхода на западноевропейский денежный рынок).
Благодаря открытию золотых приисков и рудников на Урале и в Олонецком крае решился вопрос денежного сырья для золотых монет. На Колывано-Воскресенских и Нерчинском заводах велась промышленная добыча серебра. Монеты из драгоценных металлов Российской империи служили расчётным средством для внешнеторговых сделок и оплаты казённых расходов за границей.
В 1796 и 1797 годах для выхода русского рубля на европейский денежный рынок по инициативе Павла I стали чеканить новые рубли повышенной пробы согласно эталону — западноевропейскому «альбертову» талеру (рус. ефимка), чтобы при вывозе монет избежать их дорогостоящей перечеканки в талеры и обеспечить хождение рубля за границей. Начинания не были завершены, новая власть вернулась к ассигнациям, которые всё больше обесценивались.
Реформа С. Ю. Витте установила золотой рубль в качестве основной денежной (не монетной) единицы. После финансовой реформы Е. Ф. Канкрина основной золотой монетой стал империал (10 рублей), введены золотые донативные монеты 25 руб. и 37 1/2 руб. (= 100 французским франкам).
С конца XIX века золото становится мировой валютой. Россия переходит к политике накопления золотого запаса, к системе золотого монометаллизма, а также занимает лидирующее положение среди золотодобывающих стран. За 1881—1897 гг. золотой запас России увеличился в 3,5 раза. Законом от 8 мая 1895 года разрешались сделки на золото согласно плану реформы С. Ю. Витте.
| Золотые монеты Петра I              |                           |             |                | |               |                      |
| Номинальная стоимость               | Изображение               | Изображение | Год(ы) чеканки | Описание | Монетный двор | Источники            |
| Номинальная стоимость               | Аверс                     | Реверс      | Год(ы) чеканки | Описание | Монетный двор | Источники            |
| Червонец (без обозначения номинала) | Музей МНК, инв. № INC-996 |             | 1716           | Монета для заграничных платежей Аверс: Профильный портрет царя, вправо; в латах и плаще без пряжки, с венком на голове. Круговая надпись: PETRVS ALEXII∙I∙D∙G∙RVSS: (ПЕТР АЛЕКСЕЕВИЧ I БОЖЬЕЙ МИЛОСТЬЮ РОССИИ) Реверс: Двуглавый орёл под тремя коронами, на груди орла щит с гербом Москвы, в лапах скипетр и держава. IMPM∙DVX∙MOSCOVIÆ 1716∙ (ПОВЕЛИТЕЛЬ, ВЕЛИКИЙ КНЯЗЬ МОСКОВСКИЙ) Гурт гладкий Кол-во типов: I (10 разновидностей). Тираж: … Проба: 970 Вес: 3,42 г. (Чист.зол. … г.). Диаметр: от 21,6 до 22,3 мм. | КМД           | [ 34 ] [ 35 ] [ 36 ] |

| Золотые монеты времён Николая I              |                           |             |                                  | |                          |           |
| Номинальная стоимость                        | Изображение               | Изображение | Год(ы) чеканки                   | Описание | Монетный двор            | Источники |
| Номинальная стоимость                        | Аверс                     | Реверс      | Год(ы) чеканки                   | Описание | Монетный двор            | Источники |
| мятежный Червонец (без обозначения номинала) | Музей МНК, инв. № INC-193 |             | 1831 (изъят из обращения в 1838) | Спецвыпуск Чеканка Польского восстания 1831 г. Аверс: Фигура идущего рыцаря в доспехах, вправо; в правой руке меч, в левой — пучок стрел, разделяет дату: 18—31. Круговая надпись: CONCORDIA RES PARVAE CRESCUNT Слева от головы рыцаря факел, справа — польский герб — орёл. Реверс: В квадратной рамке с растительным картушем надпись в четыре строки: MO. AUR. \| REG. BELGII \| AD LEGEM \| IMPERII Гурт шнуровидный. Тираж: 164.000 шт. или 163.205 шт. Проба: 0.989. Вес: 3.49 г. (Чист.зол. 3.42 г.). Диаметр: 21 мм. | Варшавский монетный двор | [ 37 ]    |